# Jacqueline Stewart
Jacqueline „Jacqui“ Stewart ist eine britische Genetikerin und Theologin. 
Jacqueline Stewart studierte Genetik in Edinburgh und erwarb den akademischen Grad Ph.D. Ab 1977 war sie als Lecturer für Genetik an der University of Leeds tätig. Aus Interesse für philosophische und theologische Fragen erwarb sie den Grad Ph.D. in Theologie und lehrte ab 1992 als Lecturer in der Abteilung für Theologie und Religionswissenschaft. Ihre Interessen waren Systematische Theologie, Politische Theologie und Wissenschaft und Theologie. Aufgrund einer Erkrankung ging sie 2005 als Senior Lecturer in den Ruhestand.

## Schriften
- Jacqui A Stewart: Reconstructing science and theology in postmodernity: Pannenberg, ethics and the human sciences, Verlag Ashgate, 2000